# Nandi Awards

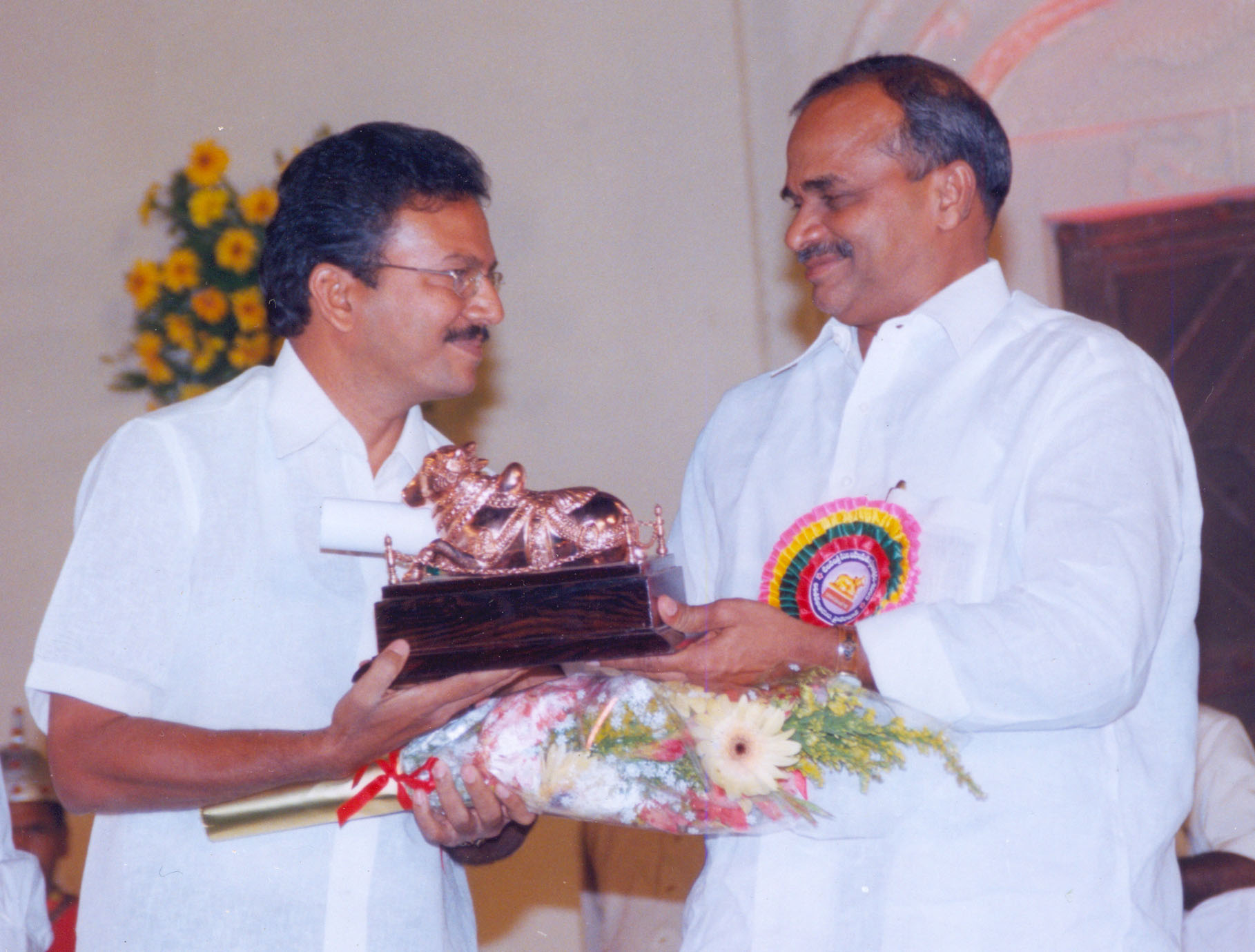
Le producteur J. Subba Rao recevant son Nandi Award en 2004.

Les prix Nandi ou Nandi Awards sont des prix d'excellence attribués annuellement par le gouvernement de l'Andhra Pradesh pour le cinéma, la télévision et le théâtre telugu, ainsi que pour honorer la carrière d'une personnalité du cinéma indien.
Les prix ont été attribués de 1964 à 2013.